# قورباغه پلنگی جزیره
قورباغه پلنگی جزیره (نام علمی: Lithobates miadis) نام یک گونه از سرده قورباغه‌های برکه است.